# Kamadhenu Corona
Kamadhenu Corona est une corona, formation géologique en forme de couronne, située sur la planète Vénus par 21° N et 136,5° E. Elle est localisée dans le quadrangle de Greenaway. Elle a été nommée en référence à Kamadhenu, déesse hindoue de l'abondance. 

## Géographie et géologie
Kamadhenu Corona couvre une surface circulaire d'environ 400 km de diamètre. Cette formation fait partie des 59 coronae de plus de 400 km de diamètre sur la surface de Vénus.